# Annika Strandhäll
Annika Viktoria Strandhäll, född 30 april 1975 i Bergsjöns församling i Göteborg, är en svensk politiker (socialdemokrat) och fackföreningsledare. 
Strandhäll var ordförande för fackförbundet Vision 2011–2014. Hon var därefter statsråd i Socialdepartementet 2014–2019 (socialförsäkringsminister 2014–2017 och återigen under 2019 samt socialminister med ansvar för sjukvårds- socialförsäkrings- och idrottsfrågor 2017–2019). Hon återkom i regeringen som Sveriges miljö- och klimatminister 2021–2022. Strandhäll är ordinarie riksdagsledamot sedan 2018, invald för Stockholms kommuns valkrets.

## Biografi
Annika Strandhäll är uppvuxen i stadsdelen Bergsjön i Göteborg. På gymnasiet utbildade hon sig till frisör. Därefter arbetade hon med olika arbetsmarknadsprojekt inom socialtjänsten i Angered i Göteborg. Hon engagerade sig i slutet av 1990-talet i det fackliga arbetet och blev 1999 styrelseledamot i Kommunaltjänstemannaförbundets (SKTF, senare Vision) avdelning i Göteborg. År 2005 övertog hon ordförandeskapet för Göteborgsavdelningen och 2008 blev hon andre vice förbundsordförande för SKTF.
Åren 2007–2008 bedrev Strandhäll studier i arbets- och organisationspsykologi och organisationsteori vid Göteborgs universitet.
Den 14 juni 2011 valdes Strandhäll till ny förbundsordförande för SKTF, som senare samma år bytte namn till Vision.

### Socialförsäkrings- och socialminister
Den 3 oktober 2014 blev Strandhäll utnämnd till statsråd och chef för Socialdepartementet i regeringen Löfven I. Hon ansvarade för socialförsäkringsfrågorna och hade titeln socialförsäkringsminister. Under våren och sommaren 2017 var hon även tillförordnad folkhälso-, sjukvårds- och idrottsminister, då Gabriel Wikström var sjukskriven, och när Wikström avgick 27 juli 2017 övertog hon dessa ansvarsområden permanent samtidigt som hon fortsatte att ha ansvaret för socialförsäkringsfrågorna. Hennes titel blev nu socialminister. När regeringen Löfven II bildades 21 januari 2019 återgick Strandhäll till att vara enbart socialförsäkringsminister, och hon efterträddes som departementschef av den nya socialministern Lena Hallengren. 
På begäran av Moderaterna hölls i maj 2019 en misstroendeomröstning mot Strandhäll sedan Försäkringskassans generaldirektör Ann-Marie Begler skilts från sitt uppdrag. 172 röstade för en misstroendeförklaring, 113 emot och 59 avstod från att rösta. Regeringen kritiserade oppositionen för att inte invänta Konstitutionsutskottets betänkande. Inga-Britt Ahlenius kommenterade att enligt Regeringsformen ska en misstroendeförklaring i riksdagen inte beredas i ett utskott och att riksdagen alltid har denna rätt.:48m  Den 4 juni samma år meddelades att Strandhäll prickats av Konstitutionsutskottet för bristande dokumentation vid avskedandet av generaldirektören.
I slutet av augusti 2019 avled Strandhälls sambo, varvid hon gjorde ett uppehåll i regeringsarbetet fram till den 29 september 2019 då hon meddelade sin avgång som socialförsäkringsminister av familjeskäl.

### Miljö- och klimatminister
När Magdalena Andersson blev statsminister i november 2021 utsåg hon Strandhäll till miljö- och klimatminister i regeringen Andersson. Hon verkade i ämbetet fram till den 18 oktober 2022.

### Riksdagsledamot
Strandhäll valdes in i Sveriges riksdag för Stockholms kommuns valkrets i valet 2018. Eftersom Strandhäll var statsråd tjänstgjorde statsrådsersättare, först Sultan Kayhan och sedan Elsemarie Bjellqvist, i hennes ställe i riksdagen under perioden 24 september 2018 till 1 oktober 2019. Därefter blev Strandhäll tjänstgörande riksdagsledamot. Hon var ledamot i utrikesutskottet 2019–2021.
Efter regeringsskiftet 2022, då Socialdemokraterna förlorade makten, är Strandhäll åter tjänstgörande riksdagsledamot. I riksdagen är hon sedan dess ledamot i justitieutskottet och i Europarådets svenska delegation.

### Debattör
Strandhäll var 2020–2021 Socialdemokraternas jämställdhetspolitiska talesperson. Hon argumenterade då bland annat för nyttan av en skärpning av den svenska sexköpslagen.
Hon valdes hösten 2021 till ny ordförande för S-kvinnor, Socialdemokraternas kvinnoförbund. I den rollen har hon varit aktiv debattör i bland annat frågor som rör sexbranschen, mäns våld mot kvinnor och HBTQ-frågor. Hon och S-kvinnor har tagit ställning emot förenkling av processen gällande juridiskt könsbyte, vilket mötts av kritik från förbundet HBTQ+ Socialdemokrater men även av intern kritik från medlemmar i S-kvinnor som i ett upprop krävde att hon skulle ompröva sin hållning.
Strandhäll har även varit del av debatter kring konflikter i Mellanöstern och kring demonstrationer mot Tidöpartiernas företrädare.

### Familj
Strandhäll var sambo med juristen Thomas Wolf, som avled 2019. Paret fick två barn tillsammans.